# Tatiana Anódina
Generala del Ejército Tatiana Grigórievna Anódina (en ruso: Татья́на Григо́рьевна Ано́дина, 1939, Leningrado) es la presidenta del Comité Interestatal de Aviación — el cuerpo de aviación civil en Rusia y algunos otros países de los Estados postsoviéticos. Ingeniera de aviación de la carrera,  ha dirigido el Comité desde su fundación en 1991.
La familia de su hijo posee y controla Transaero, una de las aerolíneas más grandes de Rusia. Hubo especulación de prensa con respecto a conflicto de interés con Tatiana en certificar aeronaves y respetar la posición de mercado de Transaereo.

## Biografía
Tatiana nació en 1939 en Leningrado (entonces Unión Soviética) de una familia de un piloto de la Fuerza Aérea Soviética. Se graduó del Instituto Politécnico de Leópolis en 1961, cualificándose como ingeniera. Se casó con Pyotr Pleshakov (un ingeniero militar soviético, quién más tarde fue promovido a coronel general, y luego ministro de la Unión Soviética de la Industria Radioelectrónica de 1974 a 1987) y adoptó a su hijo Aleksandr.
Después de graduarse, Anodina trabajó en la aviación civil en la Unión Soviética, y más tarde en la Federación Rusa. Su primer trabajo fue en el Instituto Estatal de Aviación Civil, la institución de estudios principal de la Unión Soviética en ese campo. Hizo su carrera en el instituto, trabajando en sistemas automáticos de navegación, y finalmente nombrada directora. En los 1970s, fue transferida al Ministerio soviético de Aviación Civil, donde fue directora de la división técnica.
En 1991, fue nombrada la primera y hasta el momento única presidenta del Comité Interestatal de Aviación.

## Grados y premios
Tatiana obtuvo un grado de Doctora de ciencias técnicas y es autora de más de 100 papeles de investigaciones en ingeniería aeronáutica especializada en comunicaciones. En 1979, se le otorgó, con otros investigadores, el Premio Estatal de la Unión Soviética para el desarrollo de sistemas de radar para control del tráfico aéreo.
En 1997, recibió el Edward Warner Premio de ICAO "en reconocimiento a su contribución eminente, como científica e investigadora, al desarrollo de ayudas de navegación para aviación civil en el nivel internacional"
Además de ser ingeniera civil, Tatiana es General del Ejército en reconocimiento a sus consecuciones en aviación.